# Hoftag von Merseburg (1135)
Der Hoftag von Merseburg (polnisch Zjazd w Merseburgu) im August 1135 diente der Beilegung von Konflikten, die Bolesław III. Schiefmund von Polen mit dem Bistum Magdeburg, Ungarn und Böhmen führte. Kaiser Lothar III. lud die Streitparteien nach Merseburg.

## Vorgeschichte
Bolesław III. Schiefmund unterstützte im ungarischen Erbfolgekrieg Boris Konrad gegen Béla II. Der Kaiser unterstützte dagegen Béla II.
Otto von Bamberg führte eine rege Missionstätigkeit in Pommern. Sowohl das Erzbistum Magdeburg wie auch das Erzbistum Gnesen beanspruchten die Oberhoheit über Pommern.
Polen und Böhmen führten einen Streit um Schlesien.
Der Kaiser lud daher zum 15. August 1135 nach Merseburg.

## Beschlüsse
Bolesław bekräftigte seine Tributpflichtigkeit gegenüber dem Kaiser.
Der Kaiser erkannte die Rechte Polens auf Pommern einschließlich Rügen an. Aus diesen sollte Bolesław jedoch als Lehensnehmer dem Kaiser Tribut zahlen. Das Erzbistum Gnesen setzte sich gegen das Erzbistum Magdeburg durch, was später auch von dem Papst in der Bulle Ex commisso nobis bestätigt wurde.
Bolesław erkannte Béla als König in Ungarn an. Die Tochter Bolesławs Judith von Polen sollte Bélas Sohn Géza II. heiraten. Zur Eheschließung kam es jedoch nicht.
Es kam zu keinem Ausgleich zwischen Polen und Böhmen. Dieser erfolgte erst 1137 beim Pfingstfrieden von Glatz.

## Nachgang
Bolesław trat ins kaiserliche Lage über und schloss später auch mit Böhmen Frieden. Auch sein Sohn Władysław II. bekräftigte in Niemcza den Ausgleich mit Böhmen und wurde Taufpate von Wenzel II.